# Фернанду II (герцог Браганса)
Фернанду II де Браганса (порт. Fernando II, Duque de Bragança; 1430 — 20 июня 1483) — португальский аристократ, 1-й граф Гимарайнш в 1464—1478 годах, 3-й герцог Браганса с 1478 года, 1-й герцог Гимарайнш с 1478 года. Также носил титулы: 2-й маркиз Вила-Висоза, 10-й граф Барселуш, 7-й граф Орен, 4-й граф Нейва и 4-й граф Аррайолуш все с 1478 года.

## Биография
Старший сын Фернанду I (1403—1478), 2-го герцога Браганса (с 1461 года), и Хуаны де Кастро (1410—1479), сеньоры де Кадаваль.
Фернанду родился в 1430 году, он был успешным молодым человеком и быстро добился популярности среди португальской знати. Его высоко ценил король Португалии Афонсу V (1438—1481). Фернанду сопровождал короля во время ряда его военных экспедиций в Марокко. В 1464 году португальский король пожаловал Фернанду титул графа Гимарайнша, а в 1478 году сделал его герцогом Гимарайнша.
Фернанду де Браганса участвовал в Войне за кастильское наследство (1475—1479). После смерти кастильского короля Энрике IV (1454—1474) в Кастилии началась война за престолонаследие между его сестрой Изабеллой и дочерью Хуаной Бельтранехой. Хуана Бельтранеха, дочь и наследница Энрике IV, была женой короля Португалии Афонсу V. В 1475 году португальский король попытался вернуть кастильский трон для своей супруги и вторгся в Кастилию. В 1476 году в битве при Торо португальцы потерпели поражение от кастильской армии.
В апреле 1478 года после смерти своего отца Фернанду унаследовал титул и обширные владения герцога Браганса. В это время дом Браганса был самым крупным владетельным родом в королевстве Португалия.
В 1481 году после смерти португальского короля Афонсу V на престол вступил его сын Жуан II (1481—1495). Новый король стремился уменьшить могущество португальской знати, которая в значительной мере процветала в правление Афонсу V. Король решил нанести удар по двум наиболее могущественным благородным родам в королевстве, домам герцогов Визеу и герцогов Браганса.
В июне 1483 году король Португалии Жуан II пригласил герцога Фернанду Браганса на встречу в замок Эвора, где приказал арестовать его. Герцог был обвинен в государственной измене и в переговорах с королевой Кастилии Изабеллой. 20 июня того же года герцог был приговорен к смерти и казнен в Эворе, а все его титулы и владения конфискованы. Семья Фернанду Браганса бежала в Кастилию, откуда вернулась на родину в 1498 году, когда дому Браганса были возвращены все ранее отобранные титулы и владения.

## Семья и дети
Фернанду де Браганса был дважды женат. Его первой женой стала Леонор де Менезес, от брака с которой детей у него не было.
В 1472 году вторично женился на Изабелле де Визеу (1459—1521), дочери Фернанду (1433—1470), герцога Бежа (1453—1470) и Визеу (1460—1470), и Беатрис Португальской (1430—1506). Их дети:
- Филиппе (умер в младенчестве)
- Жайме де Браганса (1479—1532), 11-й граф Барселуш, 8-й граф Оурен, 5-й граф Аррайолуш и 5-й граф Нейва, 4-й герцог Браганса, 3-й маркиз Вила-Висоза, 2-й герцог Гимарайнш
- Диниш де Браганса (1481—1516), 6-й граф Лемос в Кастилии с 1501 года (по праву жены)
- Маргарита (умерла в младенчестве).

## В филателии
В честь Фернанду II выпущена серия из двух почтовых марок Португалии 1964 года.